# Christina Scherwin
Christina Illum Scherwin, née le 11 juillet 1976 à Viborg, est une athlète danoise spécialiste du lancer du javelot.

## Biographie
Son meilleur classement lors d'une grande compétition internationale est une 4e place, lors des Championnats du monde d'athlétisme 2005 à Helsinki, avec un jet à 63,43 m.

### Palmarès
| Date | Compétition                     | Lieu      | Résultat | Performance |
| ---- | ------------------------------- | --------- | -------- | ----------- |
| 2003 | Universiade                     | Daegu     | 2e       | 56,08 m     |
| 2005 | Championnats du monde           | Helsinki  | 4e       | 63,43 m     |
| 2006 | Championnats d'Europe           | Göteborg  | 5e       | 61,81 m     |
| 2006 | Finale mondiale de l'athlétisme | Stuttgart | 3e       | 64,83 m     |

### Records
| Épreuve           | Performance | Lieu      | Date             |
| ----------------- | ----------- | --------- | ---------------- |
| Lancer du javelot | 64,83 m     | Stuttgart | 9 septembre 2006 |